# Viriamo
Victoria Veriamo a Huki a Parapara, también conocida como Viriamo (c. 1840-1941), fue una de las últimas mujeres indígenas sobrevivientes de la Isla de Pascua que fue tatuada mediante prácticas tradicionales, junto con Ana Eva Hei. Fue una informadora cultural que compartió sus conocimientos de la cultura indígena rapanui con los visitantes europeos, así como con su hijo Juan Tepano, quien a su vez también fungió como informador cultural.

## Tatuajes

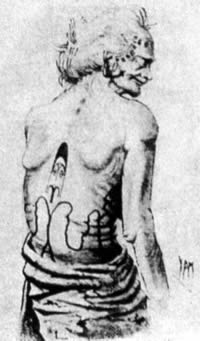
Viriamo, vista posterior, de Walter Knoche, 1911.

El rostro y el cuerpo de Viriamo podrían haber sido tatuados por el catequista Tomanika Vaka Tuku One. Su rostro presentaba rayas geométricas en la frente y un diseño similar a una azuela en la mejilla, y su espalda estaba decorada con el motivo ao, que simbolizaba un remo.: 35–6 
Los tatuajes del pueblo rapanui fueron objeto de investigación por parte de los colonizadores europeos, y el arte corporal de Viriamo fue registrado por varias personas. Es probable que ella sea la «chefa» registrada por Julien Viaud en sus escritos. Sus tatuajes en la espalda coinciden con los que J. Linton Palmer dibujó en 1853; aunque habría sido mayor de lo que él la retrataba en ese momento, se cree que sus dibujos eran idealizaciones.: 36  Fotografías de ella fueron publicadas en El misterio de la Isla de Pascua de Katherine Routledge.
En 1930, Viriamo y Ana Eva Hei eran las únicas dos personas rapanui que tenían tatuajes tradicionales.

## Papel como informante cultural
Cuando Alfred Métraux visitó la isla en 1941, Viriamo era «la única persona viva» que había «presenciado el funcionamiento de la antigua cultura». Como informadora cultural, compartió con los visitantes información sobre la cultura indígena de la isla, incluida la práctica del tangata manu. También compartió información sobre deidades indígenas, como Tare y Rapahango.

## Vida personal
Viriamo nació cerca de la cantera de Rano Raraku. Se casó tres veces. Su segundo marido fue Vaka Ariki, con quien tuvo cinco hijos.: 39  Un hijo de su tercer matrimonio fue el informante cultural Juan Tepano.: 39  Tepano le dijo a Métraux durante su visita que muchos de los conocimientos que compartió provenían de su madre, quien en ese momento ya no podía hablar.